# Хоммадов, Аманмурад
Аманмурад Хоммадов (туркм. Amanmyrat Hommadow, 28 января 1989, Теджен, Туркменская ССР, СССР) — туркменский легкоатлет, выступающий в метании молота. Участник летних Олимпийских игр 2008 и 2016 годов.

## Биография
Аманмурад Хоммадов родился 28 января 1989 года в городе Теджен Туркменской ССР.
В 2008 году вошёл в состав сборной Туркмении на летних Олимпийских играх в Пекине. Выступал в метании молота. В квалификации все три попытки Хоммадова оказались неудачными, и он завершил соревнования без зачтённого результата.
В 2016 году вошёл в состав сборной Туркмении на летних Олимпийских играх в Рио-де-Жанейро. Выступал в метании молота. В квалификации занял последнее, 30-е место, показав результат 61,99 метра и уступив худшему из квалифицировавшихся в финал Евгению Виноградову с Украины 11,48 метра.

## Личный рекорд
- Метание молота — 69,15 (2011)[5]